# Neriene kibonotensis
Neriene kibonotensis är en spindelart som först beskrevs av Albert Tullgren 1910.  Neriene kibonotensis ingår i släktet Neriene och familjen täckvävarspindlar. Inga underarter finns listade i Catalogue of Life.